# Terremoto de Salta de 2015
El terremoto ocurrido a las 08:33 del 17 de octubre de 2015 (UTC-3) y a 21 km al este-Sureste de la localidad de El Galpón. Tuvo una magnitud de 5.8° en la Escala sismológica de magnitud de momento., el sismo ocurrió sobre la placa Placa Sudamericana.
En El Galpón varias decenas de casas y edificios quedaron dañados y alrededor de 20 colapsaron. Hubo más de 50 heridos; y se registró una muerte en un derrumbe. El sismo se sintió en todo el noroeste argentino, además de la capital paraguaya Asunción, ubicado a unos 600 km al oeste del epicentro.

## Intensidad
El Galpón: V - VI
San Miguel de Tucumán: V
Salta: IV
Santiago del Estero: IV
San Salvador de Jujuy: III